# Melanie Marschke

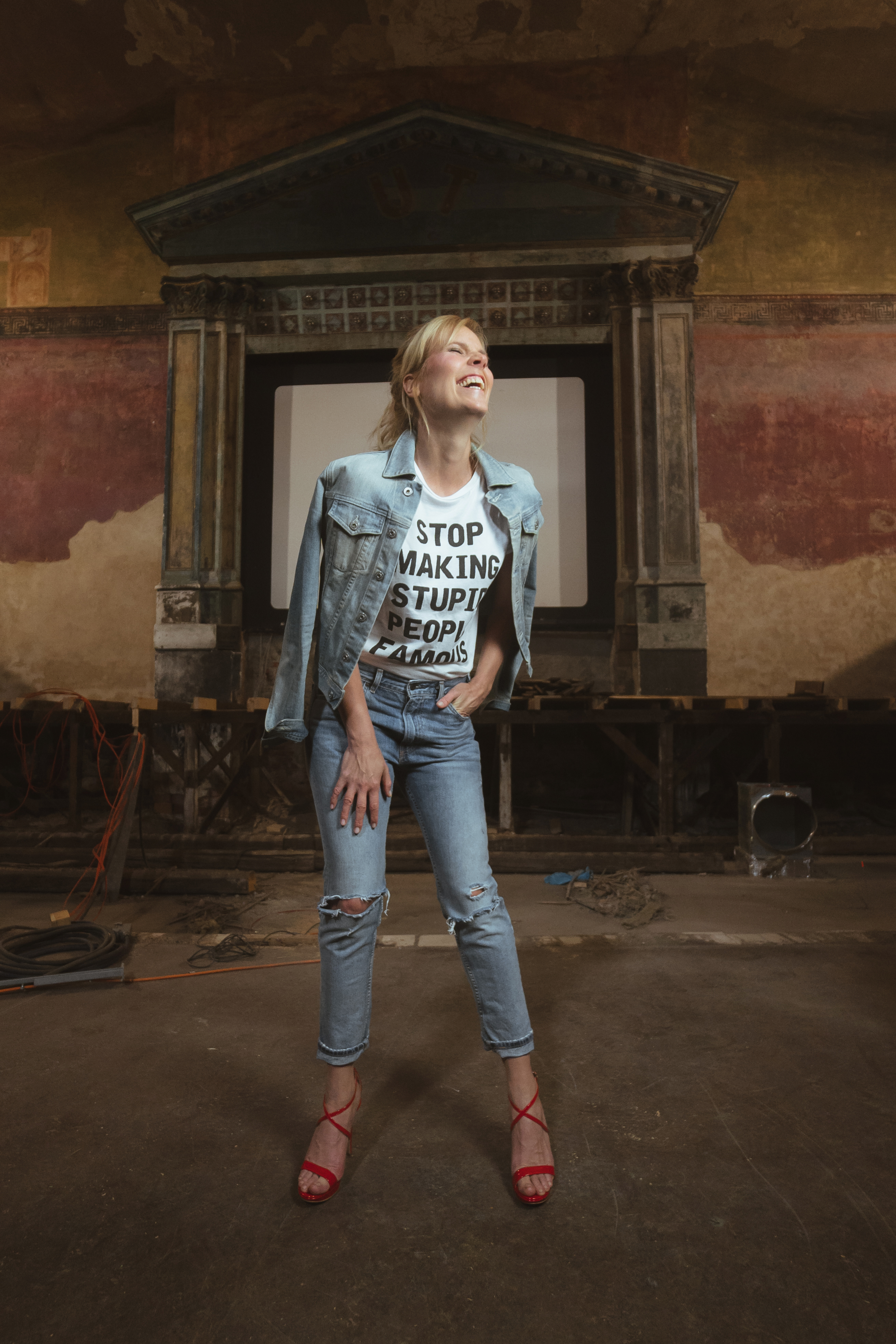
Melanie Marschke (2020)

Melanie Marschke (* 3. Dezember 1969 in Lübeck) ist eine deutsche Schauspielerin.

## Biografie
Marschke absolvierte nach dem Abitur von 1991 bis 1994 eine  Schauspielausbildung am Hamburgischen Schauspielstudio. Neben zahlreichen Theaterengagements wurde sie ab 1999 durch verschiedene Rollen in Fernsehserien bekannt. Einem Millionenpublikum bekannt wurde sie vor allem durch ihre Rolle als Kriminalhauptkommissarin Ina Zimmermann in der Serie SOKO Leipzig, die sie bereits in über 400 Folgen seit Serienbeginn im Januar 2001 spielt.
Für die deutsche Playboy-Ausgabe im März 2009 posierte Marschke für Fotoaufnahmen am Strand von Teneriffa.
Melanie Marschke war von 2005 bis 2016 mit Hartmut Beyer verheiratet. Die Hochzeit fand in Dänemark statt.
Marschke lebt mit ihrem Sohn (* 2004) in Leipzig. Neben ihrer Muttersprache Deutsch spricht sie auch Englisch und Französisch.

## Filmografie
- 1999: T.V. Kaiser (Fernsehserie, Folge Mach Dich endlich nakisch, Du Sau)
- 2000: Die Cleveren (Fernsehserie, Folge Spiegelbilder)
- seit 2001: SOKO Leipzig (Fernsehserie, als Ina Zimmermann)
- 2006: In aller Freundschaft (Fernsehserie, Folge Reine Nervensache)
- 2008: The Bill (Fernsehserie, 2 Folgen als Ina Zimmermann)
- 2009: Emilie Richards – Sehnsucht nach Neuseeland (Fernsehfilm)
- 2011: Kein Sex ist auch keine Lösung
- 2013: SOKO – Der Prozess (Serienspecial)
- 2019: Der vierte Mann (Serien-Special von SOKO Wien mit SOKO Leipzig)
- 2024: Goldenes Blut (Kurzfilm)

## Theater
- 1995–1997: Westfälisches Landestheater (Romeo und Julia, Mutter Courage, Herr Paul, Ab jetzt u. a.)
- 1997–1998: Theater unter Ausschluss der Öffentlichkeit, Hamburg (Connected, Rumänen)
- 1999: Theater Combinale (Honigmond)
- 1999: Theater Lübeck (Bernarda Albas Haus)
- 2000: Schauspielhaus Hamburg (Sushi)
- 2003: Schauspielhaus Leipzig (Quizoola!)

## Auszeichnungen
- 2002: Nominierung Bambi (Beliebteste TV-Kommissarin)